# Huitaca
Huitaca és el nom d'una deessa dels muisques associada a la lluna, la luxúria i la màgia. Representa la transgressió i l'alteració de l'ordre, en oposició als ensenyaments de Bochica, qui finalment la va castigar transformant-la en òliba blanca. Com en altres cultures, és la personificació de la dona temptadora, que amb el desig carnal insta els homes a apartar-se del camí recte (es narren històries de gran borratxeres propiciades per ella). Aquest caràcter festiu fou el causant que se la considerés també patrona de la música i la dansa, així com de l'alegria i el joc. És la deessa del plaer en totes les seves formes, si bé té una connotació malèfica.